# Pesca industrial
A pesca industrial  é a captura de pescado, utilizando navios de grandes dimensões, geralmente bem equipados, dispondo de redes potentes.
Uma vez que este tipo de pesca está associada à pesca longínqua ou à pesca costeira com campanhas longas, de vários dias ou meses, as embarcações possuem os equipamentos necessários para a conservação e, por vezes, congelação do pescado.
Neste tipo de pesca são utilizadas as técnicas mais modernas de cerco, arrasto, ou outras, e ainda ecossondas para localização dos cardumes.
A pesca artesanal sobrevive paralelamente, sendo destinada principalmente à subsistência de pequenas colônias de pescadores em regiões ribeirinhas e litorâneas, que utilizam redes de pequeno porte, espinhéis, tarrafas e redes de espera.
Diferentemente da pesca artesanal que usa barcos de pequeno porte em geral para a técnica do pescado, a pesca industrial é totalmente maquinada, com meios modernos de transformação e conservação do pescado  
Na pesca tradicional também podes usar uma linha como cana de pesca (na pesca tradicional). 